# Eurychoria foederatica
Eurychoria foederatica är en fjärilsart som beskrevs av Louis Beethoven Prout. Eurychoria foederatica ingår i släktet Eurychoria och familjen mätare. Inga underarter finns listade i Catalogue of Life.